# Baker Bloodworth
Baker Bloodworth (* 30. Juni 1962 in Seattle, Washington) ist ein US-amerikanischer Filmproduzent.

## Leben
Bloodworth wuchs im kalifornischen Orinda auf, verbrachte sein Junior Year 1978/79 am Alten Gymnasium in Oldenburg/Oldenburg in Deutschland und machte 1980 sein High-School Diploma an der Miramonte High Scholl. Bloodworth hat einen älteren Bruder Jon und eine jüngere Schwester Beverly. Und studierte dann bis 1984 an der University of California, Los Angeles Theaterwissenschaften. Es folgten Tätigkeiten am Los Angeles Theater Center und am von ihm mitgegründeten Orange County Performing Arts Center. Bloodworth war in New York City auch als Produktionsassistent am Broadway tätig.
Bloodworth kam um 1990 zum Film und war zunächst Produktionsmanager bei Disneys Die Schöne und das Biest und Aladdin. Bei Pocahontas fungierte er als Produktionsleiter und trat bei Disneys Dinosaurier als Koproduzent in Erscheinung. Als Produzent realisierte er schließlich die lange Zeit unvollendeten Kurzfilmprojekte Destino und Lorenzo. Für Lorenzo wurde er 2005 für einen Oscar in der Kategorie Bester animierter Kurzfilm ausgezeichnet.
Bloodworths bisher letzter Film wurde der 2011 erschienene Animationsfilm Gnomeo und Julia. Bloodworth lebt in Italien und betreibt mit seinem Lebensgefährten in San Gimignano ein Gasthaus.

## Filmografie (Auswahl)
- 1995: Pocahontas
- 2000: Dinosaurier (Dinosaur)
- 2003: Destino
- 2004: Lorenzo (Kurzfilm)
- 2004: One by One
- 2004: The Cat That Looked at a King
- 2005: The Origin of Stitch
- 2006: Winnie the Pooh: Wonderful Word Adventure
- 2006: Winnie the Pooh: Shapes & Sizes
- 2006: The Little Matchgirl
- 2011: Gnomeo und Julia (Gnomeo and Juliet)